# Томатис, Катерина
Чечилия Катерина Филипацци Гаттаи Томатис (Cecilia Caterina Filipazzi Gattai Tomatis; Katarzyna Tomatis), графиня de Vallery et de la Loux (1747, Милан — около 1792, Варшава) — итальянская танцовщица, любовница польского короля Станислава Августа.

## Биография
Девичьей фамилией Катерины была Филипацци (Filippazzi), Гаттаи (Gattai) это её сценическое имя. Она выступала в Венеции (1760/1761), Праге (1761-1763), Генуе (1763/1764), Флоренции 1764) и Варшаве (1765-1766).
Её мужем был с 1766 года Карло Александр Томатис (Carlo Alessando Tomatis, 1739-1797). Он прибыл в Варшаву из Санкт-Петербурга, где работал в посольстве Австрии, и получил от короля Станислава Аугуста предложение организовать труппу итальянской оперы и балета для первого публичного театра.в Польше. 3 декабря 1764 был подписан контракт, согласно которому он стал первым антрепренёром королевского театра в Варшаве (1765-1767) — первого публичного театра в столице. В 1766 году он получил титул графа де Валери (сonte de Vallery et de la Loux), либо изначально представлялся под ним.
Своё состояние в Польше Томатис составил, в первую очередь, карточной игрой с придворными. Казанова пишет в своих мемуарах о неком знакомом, перебравшимся в Польшу: «…он повстречал ещё худших шулеров, чем сам. Варшава кишела ими, но всех более преуспевал Томатис».
Также Томатис как антрепренёр занимался организацией масштабных дорогостоящих театрализованных зрелищ для польских магнатов, выставляя им за это огромные счета. В ноябре 1769 года, как упоминает историк Соловьев, «приехал в Париж итальянец граф Томатис, служивший у польского короля распорядителем придворных зрелищ», со сплетнями о русско-турецком конфликте.
Томатис построил для себя и своей семьи дворец Круликарня (между 1782 и 1786 годами). Считается, что Томатис выполнял роль сутенёра для короля, и его «вилла в Круликарне было нечто немного большее, чем первоклассный бордель». Прозвание официальной королевской фаворитки (maîtresse-en-titre) Катерина приобрела примерно в начале 1770 года. Её называли «rozkosz stolicy i dworu». В 1775 году Томатис стал командором итальянского ордена св. Маврикия и Лазаря.
Прусский камергер Эрнст фон Лендорфф (Ernst Ahasverus von Lehndorff), посетив Варшаву в 1781 году, написал об этой супружеской паре: «оба достигли богатства и уважения. Она начала свою карьеру как танцорка, он — как картёжник: получили графский титул и наслаждаются особым уважением короля и великих мира сего. Пани Томатис весьма мила, и её муж очень приличен».
Катерина изображена на двух портретах кисти Марчелло Баччарелли (профильный; и в образе музы); оба хранятся в королевском дворце в Лазенках. Миниатюра с её изображением из личной коллекции короля была продана недавно на аукционе Кристис.

## В мемуарах Казановы

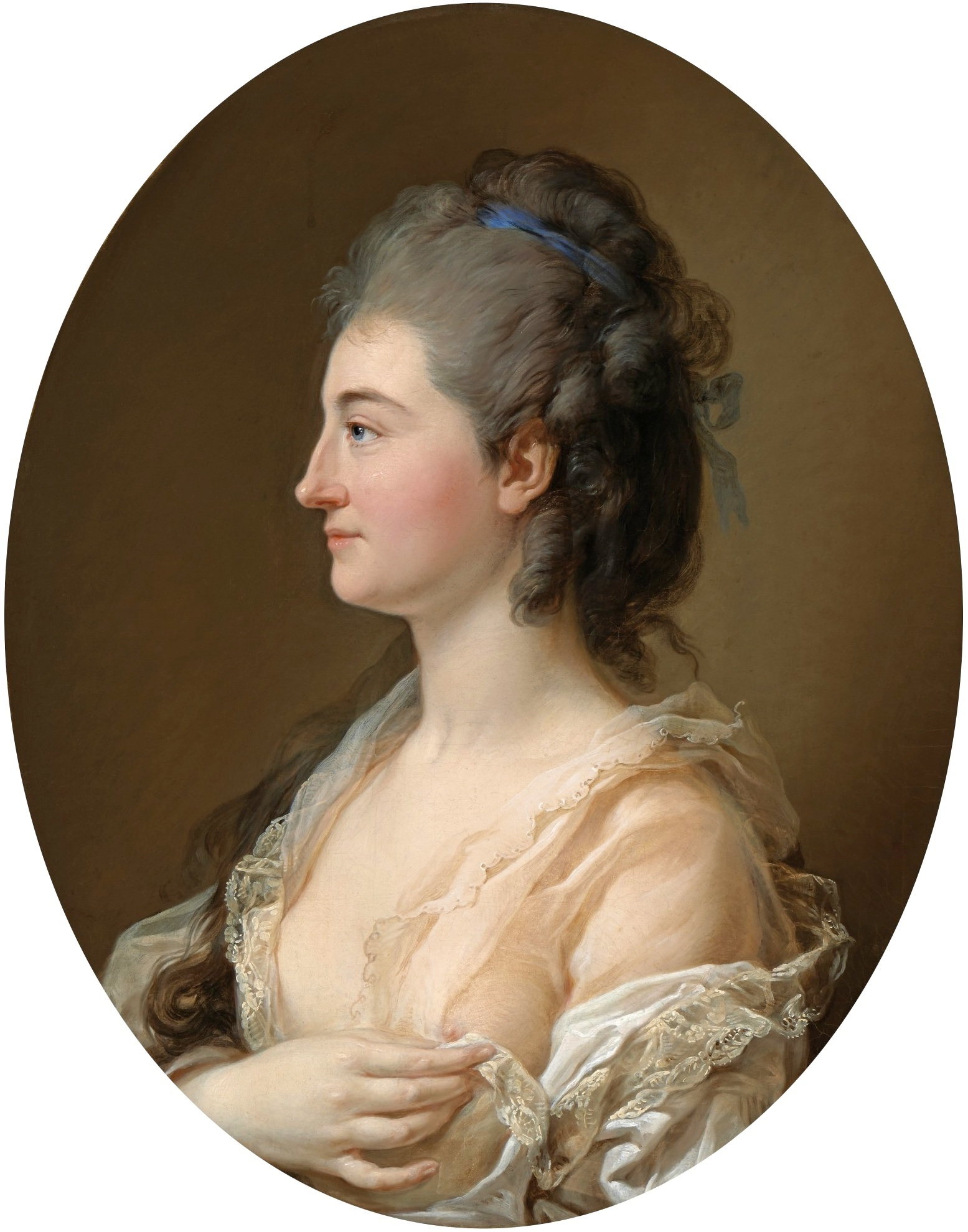
Портрет работы Марчелло Баччарелли

Казанова в своих мемуарах пишет о семейной паре Томатисов:

… Томатис, хозяин оперы-буфф и миланской танцовщицы по имени Катаи, коя своими прелестями и отчасти талантом услаждала город и двор; Томатис повелевал ею всецело. (…) Актрисы и танцовщицы показались мне прехорошенькими, но лучше всех Катаи, коя танцевала с большой важностью, не знала ни единого па, но вызывала всеобщие рукоплескания.

Катерину в любовных похождениях темпераментный венецианец своим вниманием обошёл, зато ему понравилась её конкурентка («Катаи вовсе меня не привлекала; она была красивей Бинетти, но страдала падучей»). Далее Казанова пишет, как коронный подстолий Ксаверий Браницкий (любовник танцовщицы Анны Бинетти — недруга Катерины) оскорбил Томатиса: Браницкий начал ухаживать за Катериной и приказал своему гусару дать мужу пощечину. Это Томатис проглотил. Далее Браницкий спровоцировал вызов на дуэль и самого Казановы, который его ранил в левую руку, причем пуля перед этим царапнула его живот. Друг раненого Бисинский ворвался к Томатису, беседовавшему со своей любовницей, князем Любомирским и графом Мошинским. «Он спросил у Томатиса, где я, и, услыхав, что тот знать не знает, разрядил пистолет ему в голову (…) Но раз Томатис жив, значит, в пистолете Бисинского не было пули», пишет Казанова.
Казанова далее пишет, что Томатис, несмотря на то, что он победил его обидчика Браницкого, к дружбе с Казановой охладел: «наоборот, после дуэли он стал меньше радоваться нашим встречам. Во мне он видел немой укор своей трусости, тому, что деньги предпочел чести. Ему, верно, было бы лучше, если б Браницкий убил меня, ибо тогда человек, опозоривший его, стал бы ненавистен всей Польше и ему легче извинили ту легкость, с которой он, не смыв бесчестья, продолжал посещать самые знатные дома, где его привечали; к нему относились благосклонно только ради Катаи, что пробуждала фанатичное поклонение своею красотой, скромным и ласковым обхождением и отчасти талантом».
В 2015 году состоялась премьера балета «Казанова в Варшаве» (на основе его мемуаров; музыка Wolfgang Amadeus Mozart, хореография Krzysztof Pastor; либретто Paweł Chynowski), где действуют оба супруга, причем Катерина под ее сценической фамилией Гаттаи, как и в мемуарах.

## Дети
Дети Катерины Томатис: Aделяида (Adelaide), Зоя (Zoe), (Каролина) Caroline и (Виктор) Victor. Aделяида в 1797 году вышла замуж в Санкт-Петербурге за графа Томаса Томатиса, младшего брата ее собственного отца. Зоя стала монахиней. Каролина в 1807 году вышла замуж в Опаве за графа Фридриха Венгерского фон Троппау (Friedricha von Wengersky von Troppau). Виктор i Каролина унаследовали, в частности, дворец Круликарня.
Живописец Иоганн Лампи-Старший дважды писал детей Томатисов — на первом рядом с бюстом матер и изображены, видимо, девочка и мальчик  -  Каролина и Виктор (1788—1789, Вена, галерея Бельведер); на втором — две барышни - Aделяида и Зоя (1788—1789, там же). Возможно, они написаны одновременно.

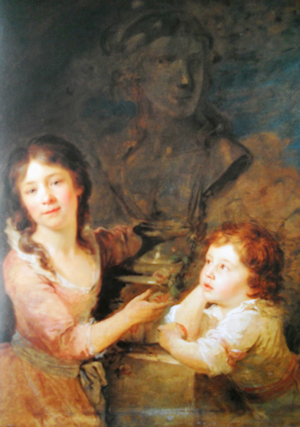
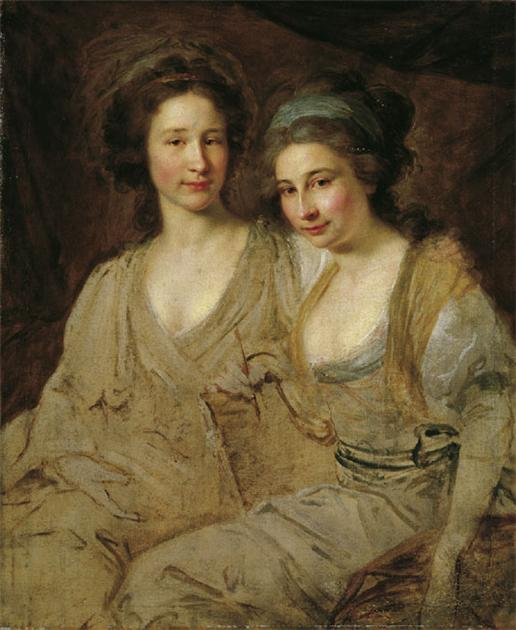

Генералиссимус Суворов пишет о неком графе Томатисе в своей реляции о штурме Праги: «Подполковник и кавалер граф Томатис был посылан от меня при деле сем в опаснейшие места, оказал всевозможную отважность и расторопность и по деяниям своим заслуживает особого внимания». Это был Томас Томатис (Tommaso Tomatis), младший брат графа Карла Алессандра Томатиса.
Данный Томас Иванович Томатис (1753—1823) получил 26 ноября 1795 года орден Св. Георгия 4-й степени. В 1789 году в сражении при Рымнике он — Стародубовского карабинерного полку подполковник. В 1790 году он был майором Новгородского полка; в декабре того же года во время русско-турецкой войны, будучи полковником Стародубского полка, отличился при штурме Измаила и стал адъютантом Суворова. В 1794 году Суворов пишет, что граф Томатис отправлял должность корпусного квартермистра. Список штаб-офицеров по полкам 1796 года перечисляет его в Конно-Гренадерском военного ордена полке, как полковника сверх комплекта «в службе» (1770) и «в чине» (1789). Его дочь Екатерина (1799—1879), фрейлина двора, с 1829 года замужем за К. В. Чевкиным.